# Zamek Sigmundskron
Zamek Sigmundskron (wł. Castel Firmiano) – zamek w północnych Włoszech, w miejscowości Bolzano.

## Historia
Pierwsze wzmianki na temat zamku pochodzą z 945 r. Nosił on wówczas nazwę Firmian lub Formigar, a od 1027 r. był główną warownią biskupów Trydentu. Około roku 1100 do budowli dobudowano romańską kaplicę, a w XII w. – pałac biskupi. W 1370 r. część kompleksu znalazła się w posiadaniu Habsburgów. W 1474 r. całą posiadłość wykupił Zygmunt Habsburg, hrabia Tyrolu. W kolejnych latach zamek przebudowano w zgodzie z nowymi rozwiązaniami architektonicznymi, które miały zwiększyć jego wartość obronną. W tym czasie też zamek zyskał nową nazwę – Sigmundskron. Z powodu kłopotów finansowych, niedługo później Zygmunt Habsburg musiał zastawić zamek.
W kolejnych latach zamek został opuszczony i stopniowo zaczął popadać w ruinę. Na przełomie kilku stuleci stanowił posiadłość wielu rodów, w tym hrabiów Wolkensteinu oraz Toggenburga. W 1957 r. w ruinach zamku zgromadziło się 35 tysięcy mieszkańców Południowego Tyrolu, domagających się odłączenia regionu od Włoch. Była to największa demonstracja w historii Południowego Tyrolu. Przywódcą protestujących był Silvius Magnago.
Od 1996 r. zamek był własnością prowincji Bolzano. W 2003 r. Reinhold Messner uzyskał pozwolenie na powstanie w starej budowli od dawna planowanego muzeum gór, dzięki czemu możliwe stało się przystąpienie do renowacji obiektu. Zgodnie z opracowanymi przez architekta Wernera Tscholla projektami, ruiny uzupełniono wyłącznie o elementy stalowe, szklane i żelazne. Prace remontowe zakończono w 2006 r. Zamek stał się wówczas jednym z oddziałów i siedzibą główną Messner Mountain Museum.